# Замок Роше-Севинье
Роше-Севинье (фр. Château des Rochers-Sévigné) — замок (шато) в городе Витре (департамент Иль и Вилен, Бретань).
Замок представляет собой строение с двумя башнями, построенное в начале XVI века в позднеготическом стиле. В 1671 году была построена восьмиугольная церковь, а в 1689 году был разбит «французский сад», реконструированный позже в 1982 году. Также на территории комплекса расположена часовня постройки 1670-х гг. Замок граничит с лесопарком.
Замок Роше-Севинье известен тем, что в XVII веке в нём проживала мадам де Севинье. С 1995 года шато был присвоен статус исторического памятника. Сегодня замок — туристическая достопримечательность.